# Lac Couchiching
Le lac Couchiching, qui découle du nom ojibwé gojijiing signifiant « entrée », est un petit lac dans le sud de l'Ontario au Canada qui est séparé du lac Simcoe par un étroit chenal.
La voie navigable Trent-Severn entre dans le lac Simcoe par la rivière Talbot et ressort du lac Couchiching par la rivière Severn vers la baie Géorgienne, qui appartient au lac Huron. Le lac a environ 16 km de long sur 5 km de large pour une profondeur moyenne d'environ 6 mètres.
La ville d'Orillia est située le long du chenal reliant les deux lacs. Les deux lacs sont populaires pour la pêche en été et en hiver (pêche sur glace).
Le chanteur-compositeur Gordon Lightfoot rend hommage au lac dans sa chanson Couchiching.

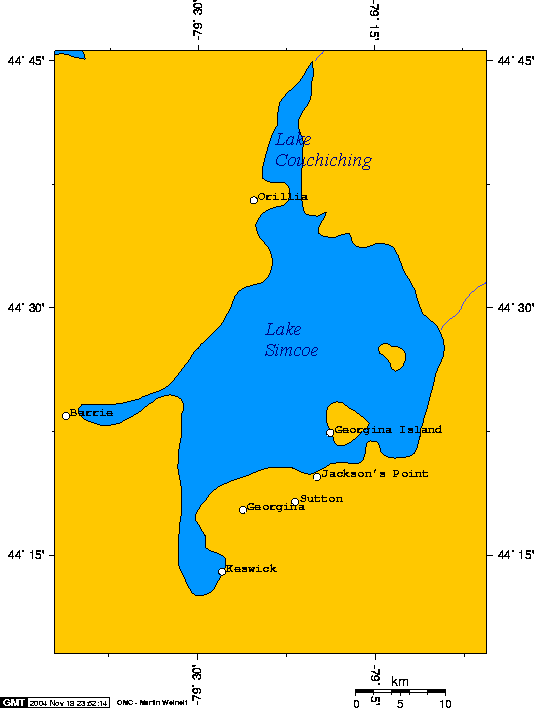
Représentations des 2 lacs.